# Maniola dysdora
Maniola dysdora är en fjärilsart som beskrevs av Lederer 1869. Maniola dysdora ingår i släktet Maniola och familjen praktfjärilar. Inga underarter finns listade i Catalogue of Life.